# Cratere Silvius
Silvius è un cratere sulla superficie di Dione. Trae nome dal mitologico Silvio, il figlio di Enea e di Lavinia.